# Lao Soung

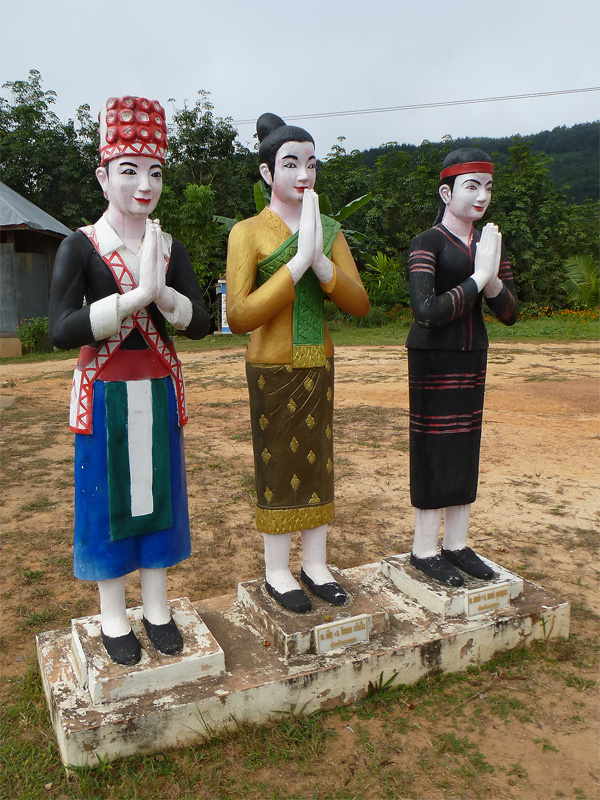
Darstellung der drei Hauptgruppen der Bevölkerung von Laos am That Luang Namtha: Lao Sung links.

Die Lao Soung (laotisch ລາວສູງ, ALA-LC: lāo sūng, Aussprache: [láːw sǔːŋ], „Hochland-Laoten“ oder „Laoten der Bergspitzen“) sind eine der drei von der Regierung definierten Kategorien in der Bevölkerung von Laos. Diese sind nicht in erster Linie ethnisch, sondern topographisch nach dem Lebensraum abgegrenzt. Lao Sung umfasst die Völker, die typischerweise in den Gebirgen und Hochebenen von Nord- und Nordostlaos sowie der Provinz Xieng Khouang auf Lagen von über 1000 Metern über dem Meeresspiegel siedeln. Sie stellen mit 11,5 % (Stand 2005) die kleinste der drei Hauptgruppen der Bevölkerung von Laos. Zu den Lao Soung gehören 48 ethnische Gruppen, darunter die Hmong, Iu Mien (Yao), Phunoi und Lahu. Die Angehörigen der betreffenden Völker selbst verwenden die Kategorie Lao Soung nicht.
Implizit gehen mit der Einteilung auch Unterschiede in Sprache, Besiedlungsgeschichte und traditioneller Lebensweise einher. Die Lao Soung sprechen Hmong-Mien- und tibetobirmanische Sprachen. Sie wanderten im 19. und 20. Jahrhundert aus Süd-China in das Gebiet des heutigen Laos ein. Sie praktizieren typischerweise Brandrodungsfeldbau, leben hauptsächlich von der Viehzucht und dem Maisanbau. Eine Minderheit produziert Opium. Die Landesregierung hat 2005 die Eliminierung des Opiumanbaus verkündet. 2007 stellte das Bundesministerium für wirtschaftliche Zusammenarbeit und Entwicklung fest, dass die Anbaufläche so klein geworden ist, dass aus Laos kein Opiumexport mehr erfolgt. Lao Soung praktizieren überwiegend animistische Religionen, eine Minderheit ist zum Christentum konvertiert (vor allem Hmong).
Aufgrund des schwer zugänglichen Siedlungsgebiets der Lao Soung und der unterschiedlichen Lebensweisen gab es zunächst wenig Kontakt mit der Tai-sprachigen Bevölkerung des Tieflands und der Flusstäler (Lao Loum). Das änderte sich nach der Unabhängigkeit Laos’ von Frankreich und während des Laotischen Bürgerkriegs (1953–1975). Die pro-kommunistischen Rebellen der Pathet Lao rekrutierten Angehörige der Lao Soung für ihren revolutionären Befreiungskampf und erkannten sie – neben Lao Loum und Lao Theung – als gleichberechtigten Teil der laotischen Nation an. Andererseits kämpfte ein Teil der Hmong unter ihrem Führer General Vang Pao in einer vom CIA ausgehobenen „Geheimarmee“ auf Seiten der USA. Nach Ende des Kriegs wurden Hmong von der kommunistischen Regierung als vermeintliche Verräter verfolgt. Viele von ihnen sind nach Thailand, in die USA, Australien, Deutschland und Frankreich geflohen.